# Aloe helenae
Az Aloe helenae az egyszikűek (Liliopsida) osztályának spárgavirágúak (Asparagales) rendjébe, ezen belül a fűfafélék (Asphodelaceae) családjába tartozó faj.

## Előfordulása
Az Aloe helenae Madagaszkár egyik endemikus növénye. Eme szigetország délkeleti részén fordul elő.

## Képek

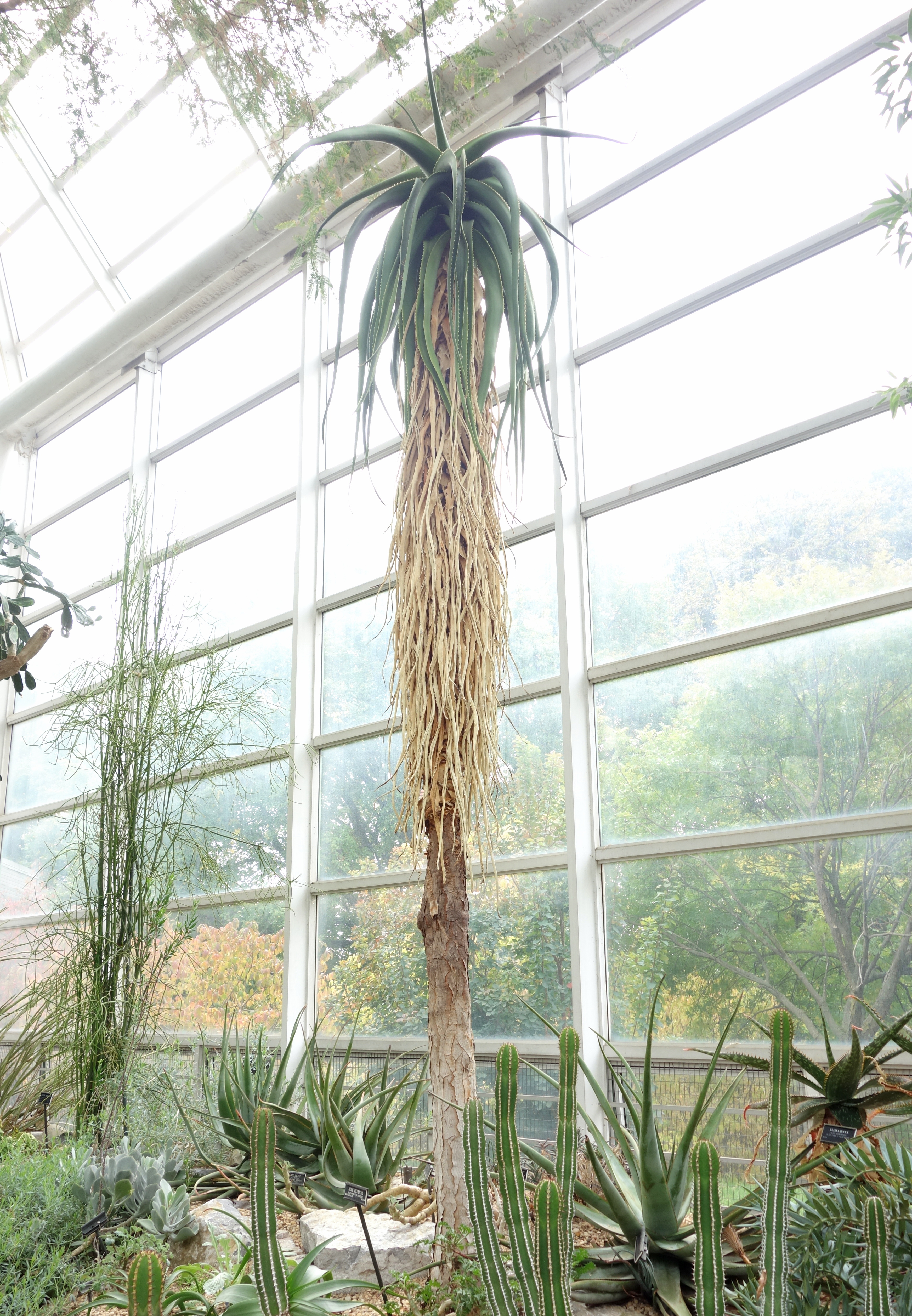
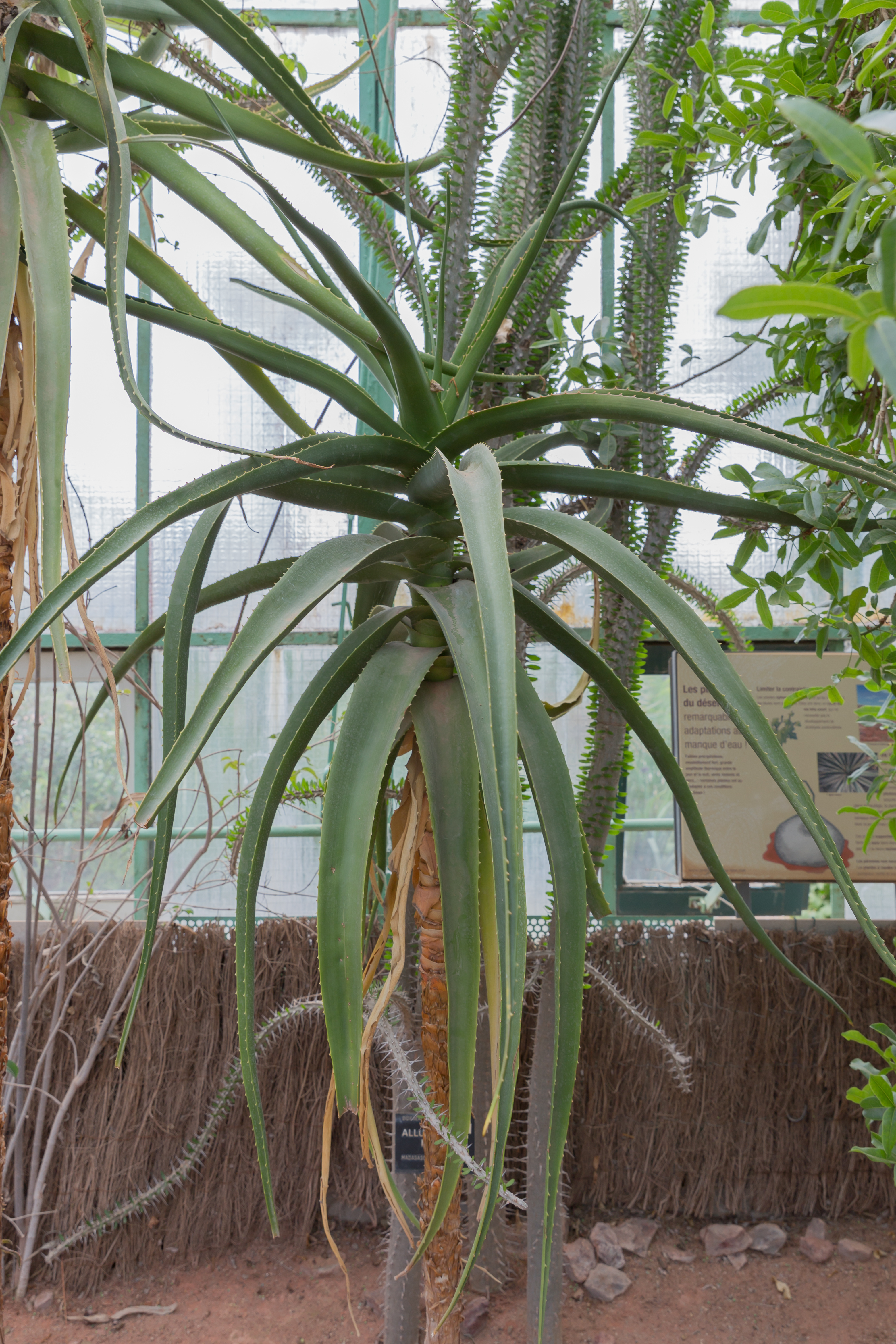
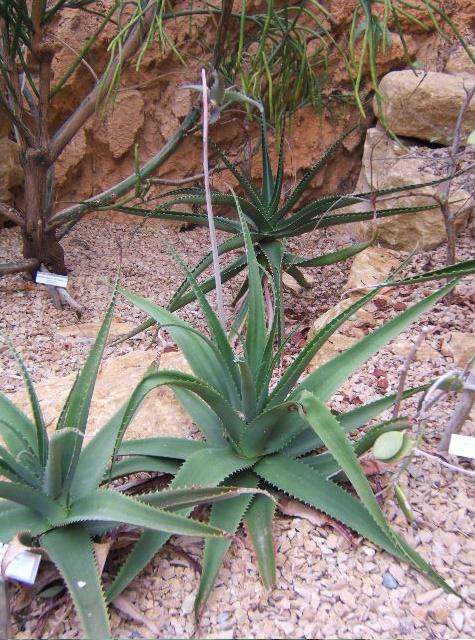

## Megjelenése
Ez a növényfaj akár 4 méter magasra is megnőhet. A tőlevélrózsaszerűen növő levelei 140 centiméter hosszúak és 12-15 centiméter szélesek is lehetnek; az elszáradt levelek nem hullanak le, hanem alálógnak a törzsön.